# Joscelyn Roberson
Joscelyn Roberson, née le 8 février 2006 à Texarkana dans le Texas, est une gymnaste artistique américaine.

## Carrière
En 2021, elle participe aux championnats nationaux juniors organisé à Fort Worth où elle remporte la médaille d'or à la poutre et la médaille d'argent en saut. L'année suivante, elle intègre les championnats sénior avec une participation à la Winter Cup ; elle ajoute un titre de vice-championne des États-Unis en saut.
En 2023, elle intègre l'équipe américaine pour les concours internationaux. Elle participe aux Championnats panaméricains de Medellìn avec quatre médailles (or au concours général par équipe et au sol, médaille d'argent saut et poutre). En septembre, elle fait partie de l'équipe américaine pour les championnats du monde à Anvers. C'est un premier titre au concours général par équipe avec le retour de la multi-médaillée Simone Biles.